# Fabio Baggio
Fabio Baggio (Bassano del Grappa, 15 gennaio 1965) è un cardinale e arcivescovo cattolico italiano, dal 23 aprile 2022 sottosegretario del Dicastero per il servizio dello sviluppo umano integrale.

## Biografia
È nato a Bassano del Grappa, in provincia e diocesi di Vicenza, il 15 gennaio 1965. A soli 11 anni, è entrato nel seminario minore dei Missionari di San Carlo nell'Istituto Scalabrini-Tirondola di Bassano del Grappa, dove ha iniziato la sua formazione e ha completato gli studi medi e liceali.

### Formazione e ministero sacerdotale
Ha emesso la professione perpetua nel 1991 e l'11 luglio 1992 è stato ordinato presbitero. Ha conseguito il baccalaureato alla Pontificia Università Gregoriana a Roma, dove ha ottenuto anche la licenza e, nel 1998, il dottorato in Storia della Chiesa, con specializzazione in Storia contemporanea.
Dal 1995 al 1997 è stato a Santiago del Cile, dove, oltre ad esercitare il ministero pastorale, dal 1994 al 1996, è stato consigliere della Commissione episcopale per le migrazioni del Cile (INCAMI). È stato poi trasferito a Buenos Aires, in Argentina, dove ha assunto dal 1997 al 2002 la direzione del Dipartimento delle migrazioni dell'arcidiocesi di Buenos Aires. Nel 1999 gli è stato assegnato il ruolo di segretario nazionale della Pontificia Opera della Propagazione della Fede, delle Pontificie Opere Missionarie dell'Argentina. La sua attività a favore dei migranti è continuata dal 2002 al 2010 a Manila, nelle Filippine quale direttore dello Scalabrini Migration Center (SMC) e dell Asian Pacific Migration Journal (APMJ).

### Carriera accademica
Dal 1999 al 2010 ha insegnato presso l'Universidad del Salvador, a Buenos Aires, presso l'Instituto Teológico de São Paulo, in Brasile, presso l'Ateneo de Manila University, e la Maryhill School of Theology (MST) di Quezon City, nelle Filippine. Dal 2000 è stato professore invitato poi dal 2010, direttore dello Scalabrini International Migration Institute (SIMI), fondato dai Missionari di San Carlo, dal 2010 parte integrante della Facoltà di teologia della Pontificia università urbaniana, presso la quale, nel 2013, è divenuto professore ordinario e preside del SIMI.

### Carriera artistica
È un compositore di musica sacra e liturgica, noto per la sua attività nel genere della musica cristiana e gospel. Le sue opere includono brani come Inno all'amore, Io amo te, Signore, e Alleluia, è risorto il Signor. Collabora con artisti come Francesco Buttazzo e Sandro Stacchiotti, contribuendo a vari album di musica religiosa, tra cui Alleluia è risorto e Come il buon samaritano. Pubblica principalmente con Edizioni Paoline.

### Curia romana
Il 14 dicembre 2016 papa Francesco lo ha nominato sottosegretario della sezione migranti e rifugiati del Dicastero per il servizio dello sviluppo umano integrale con l'allora padre Michael Czerny, successivamente creato cardinale. 
Il 23 aprile 2022 lo stesso papa lo ha nominato sottosegretario del dicastero; allo stesso è stata confermata la responsabilità della sezione migranti e rifugiati e gli sono stati assegnati i "progetti speciali".
Il 2 febbraio 2023 papa Francesco lo ha nominato diretto referente e direttore generale del Centro di Alta Formazione Laudato Si'.

### Cardinalato
Il 6 ottobre 2024, durante l'Angelus, papa Francesco lo ha annunciato fra i cardinali del successivo concistoro del 7 dicembre. Il 28 ottobre successivo, in occasione dell'udienza al capitolo generale dei Missionari di San Carlo, lo stesso papa ha rivelato che avrebbe voluto crearlo cardinale in occasione di precedenti concistori, ma che Baggio era contrario; "Adesso, per obbedienza, l'ho fatto". 
Il 31 ottobre lo ha nominato vescovo titolare di Urusi, con titolo personale di arcivescovo. Al concistoro del 7 dicembre 2024 il papa lo ha creato cardinale, affidandogli la diaconia di San Filippo Neri in Eurosia. 
Ha ricevuto la consacrazione episcopale l'11 gennaio 2025 a Bassano del Grappa nella chiesa parrocchiale della Santissima Trinità dal cardinale Michael Czerny, allora prefetto del Dicastero per il servizio dello sviluppo umano integrale, co-consacranti il cardinale Silvano Maria Tomasi e Giuliano Brugnotto, vescovo di Vicenza.
Nello stesso giorno è stato nominato membro del Dicastero per i laici, la famiglia e la vita. Il 1º febbraio ha preso possesso della diaconia. Il 1º aprile seguente è stato nominato membro dell'Amministrazione del patrimonio della Sede Apostolica. Decade da entrambi gli incarichi il 21 aprile successivo con la morte di papa Francesco.

## Genealogia episcopale
La genealogia episcopale è:
- Cardinale Scipione Rebiba
- Cardinale Giulio Antonio Santori
- Cardinale Girolamo Bernerio, O.P.
- Arcivescovo Galeazzo Sanvitale
- Cardinale Ludovico Ludovisi
- Cardinale Luigi Caetani
- Cardinale Ulderico Carpegna
- Cardinale Paluzzo Paluzzi Altieri degli Albertoni
- Papa Benedetto XIII
- Papa Benedetto XIV
- Papa Clemente XIII
- Cardinale Bernardino Giraud
- Cardinale Alessandro Mattei
- Cardinale Pietro Francesco Galleffi
- Cardinale Giacomo Filippo Fransoni
- Cardinale Carlo Sacconi
- Cardinale Edward Henry Howard
- Cardinale Mariano Rampolla del Tindaro
- Cardinale Antonio Vico
- Arcivescovo Filippo Cortesi
- Arcivescovo Zenobio Lorenzo Guilland
- Vescovo Anunciado Serafini
- Cardinale Antonio Quarracino
- Papa Francesco
- Cardinale Michael Czerny, S.I.
- Cardinale Fabio Baggio, C.S.

## Opere
- Autore di musical e progetti musicali per le Edizioni Paoline e di diversi canti per la liturgia.[15]
- Fabio Baggio, La Chiesa argentina di fronte all'immigrazione italiana tra il 1870 ed il 1915, Roma, Pontificia Università Gregoriana, 1998. URL consultato il 14 settembre 2024.
- (EN) Fabio Baggio e Laura Zanfrini, Migration Management and Ethics. Evisioning a Different Approach, Monza, Polimetrica, 2006, ISBN 9788876990458. URL consultato il 14 settembre 2024.
- (EN) Fabio Baggio e Maruja Milagros B. Asis (a cura di), Moving Out, Back and Up. International Migration and Development Prospects in the Philippines, Manila, Scalabrini Migration Center, 2008, ISBN 9789718789148. URL consultato il 14 settembre 2024.
- (EN) Fabio Baggio e Agnes M. Brazal (a cura di), Faith on the Move: Toward a Theology of Migration in Asia, Manila, Ateneo de Manila University Press, 2008, ISBN 9-789-71550557-4. URL consultato il 2 maggio 2024.
- Aldo Skoda Pashkja e Fabio Baggio, Mediterraneo crocevia di popoli, Roma, Urbaniana University Press, 2012, ISBN 9788840170923. URL consultato il 14 settembre 2024.
- Fabio Baggio e Francis-Vincent Anthony (a cura di), Pastorale giovanile interculturale. Volume 2, Roma, Editrice LAS, 2012, ISBN 9788821311918. URL consultato il 14 settembre 2024.
- Fabio Baggio (a cura di), Sfide alla Chiesa in cammino. Strutture di pastorale migratoria, Collaboratore: Gabriele Bentoglio, Roma, Urbaniana University Press, 2015, ISBN 9788840160726. URL consultato il 14 settembre 2024.
- Fabio Baggio, Non di solo pane. Mobilità umana e sviluppo: scenari possibili, Roma, Urbaniana University Press, 2015, ISBN 9788840170909. URL consultato il 14 settembre 2024.
- Fabio Baggio, Gabriele Beltrami e Antonella Mattei, Enrico Selleri, Oltre ogni confine. Formare i giovani all'interculturalità, a cura di Gianni De Robertis e Marco Brusati, Roma, Edizioni Paoline, 2019, ISBN 9788831550246. URL consultato il 14 settembre 2024.
- Papa Pio XII, La famiglia esule. attualità del magistero sui migranti, a cura di Fabio Baggio e Andrea Riccardi, Città del Vaticano, Libreria editrice vaticana, 2020, ISBN 88-266-0329-4.